# ألكسندر بيلينوف
ألكسندر بيلينوف (بالروسية: Александр Васильевич Беленов)‏ (13 سبتمبر 1986 ببيلغورود في روسيا - ) هو لاعب كرة قدم روسي في مركز حراسة المرمى. شارك مع منتخب روسيا تحت 19 سنة لكرة القدم ومنتخب روسيا الثاني لكرة القدم. أما مع النوادي، فقد لعب مع سبارتاك موسكو ونادي كوبان كراسنودار وسليوت بيلغورود ‏.

## وصلات خارجية
- ألكسندر بيلينوف على موقع قاعدة بيانات كرة القدم.إي يو (الإنجليزية)
- ألكسندر بيلينوف على موقع Soccerway.com (الإنجليزية)
- ألكسندر بيلينوف على موقع AS.com (الإسبانية)